# Lista över juris professorer vid Uppsala universitet

## Allmän rättslära
- Stig Strömholm
- 1984 Nils Jareborg
- 1985
- 1993-1994 (tjf) Anders Fogelklou
- 1994 Åke Frändberg
- 2007 Torben Spaak

## Civilrätt
- 1891 Hjalmar Hammarskjöld
- 1898 Karl Johan Vilhelm Sjögren
- 1907 Bror Herman Dahlberg - prof i speciell privaträtt
- 1955 Henrik Hessler
- 1972 Anders Agell
- e. 1971 Åke Saldeen
- Carl Hemström
- 1976 Torgny Håstad
- e. 1993 Håkan Andersson
- 1995 Bert Lehrberg
- 1999 Mikael Möller
- 2011 Laila Zackariasson
- 2015 Torbjörn Ingvarsson
- 2016 Joel Samuelsson

### Civilrätt, särskilt arbetsrätt
- Tore Sigeman (professur delad med Stockholms universitet)

- Jonas Malmberg

## Folkrätt
- Jerzy Sztucki
- Maja Kirilova Eriksson
- Göran Lysén
- Iain Cameron
- Inger Österdahl
- Jacob Hultman
- Simon Blomberg
- Lazhar Nilsson
- Jerker Kanon
- Gustaf Fredén

## Internationell privaträtt
- Stig Strömholm

### Internationell privat- och processrätt
- Maarit Jänterä-Jareborg

## Offentlig rätt
- 1894- Knut Hugo Blomberg - professor i statsrätt, förvaltningsrätt och folkrätt
- 1977-1985 Gunnar Bramstång
- - 1982 Stig Nyman
- Fredrik Sterzel (professuren kallad konstitutionell rätt)
- 1986-1988 (tjf) Anders Fogelklou
- -1996 Lotta Vahlne Westerhäll
- 2008 Thomas Bull (professor i konstitutionell rätt)

### Förvaltningsrätt
- 1994 Lena Marcusson

### Medicinsk rätt
- 2003 Elisabeth Rynning

### Miljörätt
- Staffan Westerlund
- 2009 Gabriel Michanek

## Processrätt
- 1889-1905 Ernst Trygger
- c. 1962 Per Olof Ekelöf
- 1972 Robert Boman
- 1974 Per Henrik Lindblom (först som preceptor)
- 1990 Bengt Lindell
- 2001 Torbjörn Andersson (juris professor)
- 2018 Eric Bylander

## Rättshistoria och rättssociologi
- 1910-1941 Karl Gustaf Westman
- 1976-1983 Göran Inger
- 1984 Rolf Nygren (juris professor)
- 2007 Mats Kumlien

## Skatterätt (Finansrätt)
- 1890- David Davidsson - professor i finansrätt och nationalekonomi
- 1975 Nils Mattsson (juris professor) (finansrätt 1975-1982, därefter skatterätt)
- 2005 Kristina Ståhl (juris professor) (finansrätt)
- 2006 Mattias Dahlberg
- 2008 Bertil Wiman
- 2009 Eleonor Kristoffersson
- 2021 Katia Cejie

## Straffrätt
- 1888- Johan Wilhelm Hagströmer
- Alvar Nelson
- 1985 Nils Jareborg
- 2003-2008 Petter Asp
- 2010- Magnus Ulväng

## Övriga
- 1901 Carl Reuterskiöld (f. 1870) - prof i juridisk encyklopedi, romersk rätt och internationell privaträtt

## Tham-professorer
- Lena Olsen (juris professor)